# Nagrade na FIFA Svjetskom klupskom prvenstvu
Nagrade na FIFA Svjetskom klupskom prvenstvu dodjeljuju se na završetku svakog natjecanja najboljim momčadima i igračima. Natjecanje je prvi put održano 2000. godine. Međutim, zbog više razloga, natjecanje je bilo odgođeno od 2001. do 2004.
Španjolska Barcelona je zasad jedini klub koji je osvojio sve moguće nagrade u jednoj sezoni, uspjeh koji su postigli u prvenstvu 2011. Barcelona je također jedina momčad s dva FIFA Fair Play trofeja. Napadač katalonske momčadi Lionel Messi je uz Waynea Rooneyja jedini igrč koji je osvojio natjecanje, zlatnu loptu i zlatnu kopačku. Messi je zasad jedini igrač s dvije zlatne lopte i dvije MVP nagrade. Brazilac Denilson je rekorder po broju postignutih pogodaka u jednom prvenstvu, svoja četiri pogotka postigao je 2009. godine.

## Popis nagrada
Trenutno se na Svjetskom klupskom prvenstvu dodjeljuju četiri nagrade:
- Zlatna lopta za najboljeg igrača;
- Zlatna kopačka za najboljeg strijelca;
- FIFA Fair Play trofej za momčad s najboljom statistikom fair playa;
- MVP završne utakmice za najvrjednijeg igrača finala; od 2005.

Pobjednici prvenstva dobivaju značku Prvaci FIFA Svjetskog klupskog prvenstva; na njoj je ikona trofeja, i pobjednici je imaju pravo nositi do finala godinu poslije. U početku, sva četiri prijašnja prvaka mogli su nositi oznaku do finala 2008., kad je Manchester United dobio jedino pravo nošenja značke.
Momčadi koje završe na prvom, drugom i trećem mjestu dobivaju komplet zlatnih, srebrnih i brončanih medalja.

## Zlatna lopta
Zlatnu loptu dobiva najbolji igrač svakog Svjetskog prvenstva. FIFA-in tehnički odbor stavlja igrače u uži izbor a pobjednika izglasaju predstavnici medija. Drugoplasirani na popisu najboljih igrača prvenstva dobiva Srebrnu loptu a trećeplasirani Brončanu loptu.
Lionel Messi je trenutačno jedini igrač s dvije Zlatne lopte. Nijedan igrač nije osvojio više od jedne srebrne ili brončane lopte. Država s najviše dobitnika Zlatne lopte je Brazil, s četiri igrača. Brazilci također drže rekord za najviše srebrnih lopti, s tri, te dijele rekord s argentincima za najviše dobitnika brončane lopte, s po tri dobitnika. Cristian Bolaños, Dioko Kaluyituka i Mouhcine Iajour su jedini u najboljih troje igrača prvenstva a da ne dolaze ni iz Europe ni Južne Amerike, niti igraju za neki klub iz ta dva kontinenta.
| Dobitnici Zlatne lopte | Dobitnici Zlatne lopte | Dobitnici Zlatne lopte | Dobitnici Zlatne lopte |
| Izdanje                | Zlatna lopta           | Srebrna lopta          | Brončana lopta         |
| ---------------------- | ---------------------- | ---------------------- | ---------------------- |
| Brazil 2000.           | Edílson                | Edmundo                | Romário                |
| Japan 2005.            | Rogério Ceni           | Steven Gerrard         | Cristian Bolaños       |
| Japan 2006.            | Deco                   | Iarley                 | Ronaldinho             |
| Japan 2007.            | Kaká                   | Clarence Seedorf       | Rodrigo Palacio        |
| Japan 2008.            | Wayne Rooney           | Cristiano Ronaldo      | Damián Manso           |
| UAE 2009.              | Lionel Messi           | Juan Sebastián Verón   | Xavi                   |
| UAE 2010.              | Samuel Eto'o           | Dioko Kaluyituka       | Andrés D'Alessandro    |
| Japan 2011.            | Lionel Messi           | Xavi                   | Neymar                 |
| Japan 2012.            | Cássio                 | David Luiz             | Paolo Guerrero         |
| Maroko 2013.           | Franck Ribéry          | Philipp Lahm           | Mouhcine Iajour        |
| Maroko 2014.           | Sergio Ramos           | Cristiano Ronaldo      | Ivan Vicelich          |

## Zlatna kopačka
Zlatnu kopačku dobiva najbolji strijelac Svjetskog prvenstva. Ako je u jednoj godini više igrača na vrhu popisa najboljih stirjelaca, onda se gledaju asistencije igrača da bi se odredilo čiji je doprinos igri bio veći, s tim da FIFA-ina tehnička skupina određuje što se računa kao asistencija, a što ne. Ako i dalje postoji više igrača, onda je najveći doprinos onog igrača koji je imao najmanje minuta na terenu.
César Delgado je najbolji strijelac svih Svjetskih prvenstava, s pet golova. Denilson je igrač s najviše pogodaka na jednom turniru, s četiri. Sva četiri svoja pogotka postigao je na turniru 2009. Brazilski su nogometaši osvojili najviše Zlatnih kopački, šestorica njih je osvojilo nagradu. Alvaro Saborio, Mohammed Noor, Mohamed Aboutreika, Hisato Satō i Mouhcine Iajour su jedini ne-europski i ne-južnoamerički najbolji strijelci koji ni ne igraju za klub iz Europe ili Južne Amerike.
| Najbolji strijelci FIFA Svjetskih klupskih prvenstava | Najbolji strijelci FIFA Svjetskih klupskih prvenstava | Najbolji strijelci FIFA Svjetskih klupskih prvenstava |
| Izdanje                                               | Zlatna kopačka                                        | Gol.                                                  |
| ----------------------------------------------------- | ----------------------------------------------------- | ----------------------------------------------------- |
| Brazil 2000.                                          | Nicolas Anelka                                        | 3                                                     |
| Brazil 2000.                                          | Romário                                               | 3                                                     |
| Japan 2005.                                           | Amoroso                                               | 2                                                     |
| Japan 2005.                                           | Peter Crouch                                          | 2                                                     |
| Japan 2005.                                           | Alvaro Saborio                                        | 2                                                     |
| Japan 2005.                                           | Mohammed Noor                                         | 2                                                     |
| Japan 2006.                                           | Mohamed Aboutreika                                    | 3                                                     |
| Japan 2007.                                           | Washington                                            | 3                                                     |
| Japan 2008.                                           | Wayne Rooney                                          | 3                                                     |
| UAE 2009.                                             | Denilson                                              | 4                                                     |
| UAE 2010.                                             | Mauricio Molina                                       | 3                                                     |
| Japan 2011.                                           | Lionel Messi                                          | 2                                                     |
| Japan 2011.                                           | Adriano                                               | 2                                                     |
| Japan 2012.                                           | César Delgado                                         | 3                                                     |
| Japan 2012.                                           | Hisato Satō                                           | 3                                                     |
| Maroko 2013.                                          | Darío Conca                                           | 2                                                     |
| Maroko 2013.                                          | César Delgado                                         | 2                                                     |
| Maroko 2013.                                          | Mouhcine Iajour                                       | 2                                                     |
| Maroko 2013.                                          | Ronaldinho                                            | 2                                                     |
| Maroko 2014.                                          | Sergio Ramos Gareth Bale                              | 2                                                     |
| Maroko 2014.                                          | Gerardo Torrado                                       | 2                                                     |

## FIFA Fair Play trofej
FIFA Fair Play trofej dobiva momčad s najboljim fair play rekordima tijekom Svjetskog prvenstva. Pobjednici ove nagrade dobivaju poseban trofej, diplomu i fair play medalje za svakog igrača, te 50 000 dolara vrijedne sportske opreme za razvoj mlade akademije.
FC Barcelona je jedni kluba s dva FIFA Fair Play trofeja. Španjolski i meksički klubovi su po dva puta osvajalli ovu nagradu, što je rekord natjecanja.
| Brazil 2000. | Al-Nassr           |
| Japan 2005.  | Liverpool          |
| Japan 2006.  | Barcelona          |
| Japan 2007.  | Urawa Red Diamonds |
| Japan 2008.  | Adelaide United    |
| UAE 2009.    | Atlante            |
| UAE 2010.    | Internazionale     |
| Japan 2011.  | Barcelona          |
| Japan 2012.  | Monterrey          |
| Maroko 2013. | Bayern München     |
| Maroko 2014. | Real Madrid        |

## MVP završne utakmice
Trofej za MVP-a završne utakmice prvi put je dodijeljen u Japanu 2005., tada je nagradu odnio brazilski vratar Rogério Ceni. FIFA-ina tehnička skupina ovu nagradu dijeli najboljem pojedincu u finalu Svjetskog klupskog prvenstva. Pobjednik također za nagradu osvaja Toyota automobil.
Lionel Messi je jedini igrač koji je dva puta proglašen najkorisnijim igračem finala. Brazilski su nogometaši najčešće dobivali MVP trofej s tri pobjednika. Deco je jedini igrač koji je nagradu osvojio nakon poraza u finalu.
| Osvajači trofeja MVP-a završne utakmice | Osvajači trofeja MVP-a završne utakmice | Osvajači trofeja MVP-a završne utakmice | Osvajači trofeja MVP-a završne utakmice |
| Izdanje                                 | MVP                                     | Klub                                    |                                         |
| --------------------------------------- | --------------------------------------- | --------------------------------------- | --------------------------------------- |
| Brazil 2000.                            | nije dodijeljeno                        | nije dodijeljeno                        |                                         |
| Japan 2005.                             | Rogério Ceni                            | São Paulo                               |                                         |
| Japan 2006.                             | Deco                                    | Barcelona                               |                                         |
| Japan 2007.                             | Kaká                                    | Milan                                   |                                         |
| Japan 2008.                             | Wayne Rooney                            | Manchester United                       |                                         |
| UAE 2009.                               | Lionel Messi                            | Barcelona                               |                                         |
| UAE 2010.                               | Samuel Eto'o                            | Internazionale                          |                                         |
| Japan 2011.                             | Lionel Messi                            | Barcelona                               |                                         |
| Japan 2012.                             | Cássio                                  | Corinthians                             |                                         |
| Maroko 2013.                            | Franck Ribéry                           | Bayern München                          |                                         |
| Maroko 2014.                            | Sergio Ramos                            | Real Madrid                             |                                         |

## Vanjske poveznice
- Službena stranica Svjetskog klupskog prvenstva (engl.) (fr.) (njem.) (port.) (šp.) (arap.)
- Svjetsko klupsko prvenstvo – Nagrade  Arhivirana inačica izvorne stranice od 12. siječnja 2016. (Wayback Machine), FIFA.com